# Interleukin 2
Interleukin 2 (IL-2) är ett cytokin och en av de viktigaste signalmolekylerna i immunförsvaret. IL-2 utsöndras av naiva T-celler som precis aktiverats av ett antigen och ska genomgå klonal expansion. IL-2 är en autokrin budbärare som utsöndras av samma celler den verkar på. IL-2 stimulerar T-cellerna till mitos och mängden specifika T-celler ökar för att eliminera patogenet.
IL-2 är även en potent aktiverande signal för NK-celler och B-celler. Samt har till uppgift att stimulera regulatoriska T-celler för att stänga av immunsvaret när infektionen är eliminerad.